# Live (Face to Face)
Live è un album live del gruppo skate punk Face to Face pubblicato nel 1998 dalla Lady Luck Records.

## Tracce
1. Walk the Walk
2. I Want
3. Blind
4. It's Not Over
5. I Won't Lie Down
6. You Lied
7. Ordinary
8. I'm Trying
9. Telling Them (Social Distortion)
10. Don't Turn Away
11. AOK
12. Complicated
13. Not For Free
14. Pastel
15. Do You Care?
16. Dissension
17. You've Done Nothing

## Formazione
- Trever Keith - voce - chitarra
- Chad Yaro - chitarra
- Scott Shiflett - basso
- Pete Parada - batteria